# Синьяль-де-Ботранж

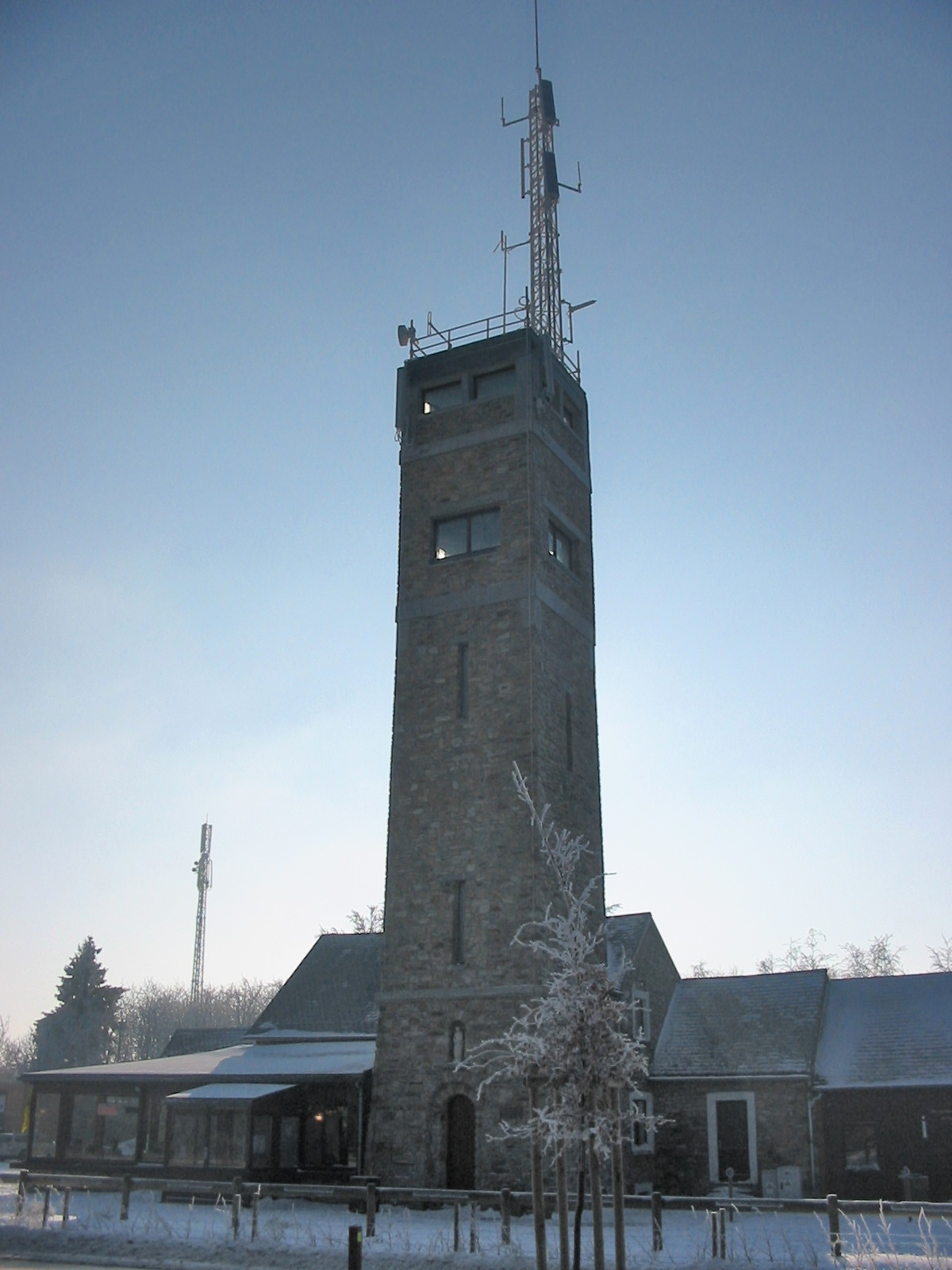
Вежа зв'язку на Синьяль-де-Ботранж

Синьяль-де-Ботранж (нім. Baldringen, лат. Sicco Campo) — найвища точка Валлонії та Бельгії, розташована у Високих Фенсах (Hautes Fagnes французькою мовою, Hoge Venen нідерландською, Hohes Venn німецькою), на 694 метри (2 277 футів). Це вершина широкого плато, а дорога перетинає вершину, проходячи поруч із сусідньою кав'ярнею. Це також найвища точка в Арденнах та країнах Бенілюксу.
Протягом кількох десятиліть на Синьяль-де-Ботранжі була встановлена метеорологічна станція. З 1999 року його замінила автоматична станція Королівського метеорологічного інституту Бельгії, встановлена на горі Рігі (наукова станція Хай Фенс — Льєзький університет), що між Синьялєм та Барак Мішелем, що раніше була найвищою точкою Бельгії до анексії Східних Кантонів у 1919 році.
На Синьяль-де-Ботранжі відчуваються сильніші вітри, ніж у центрі Бельгії. Середні та екстремальні температури зазвичай нижчі, ніж у будь-якому іншому місці Бельгії: зареєстрована мінімальна температура (-25,6 °C) не перевищує абсолютного рекорду (-30,1 °C), що спостерігається в долині Ломме, у Рошфорі під час інверсії температури. Узимку середня температура протягом трьох місяців залишається нижче 0 °C.
Кількість опадів набагато більша, ніж на більшій частині території країни, у середньому за рік 1450 мм порівняно з 800 мм в Уккелі: випадає понад 200 днів опадів на рік (проти трохи більше 170 в Уккелі). Максимальна температура влітку рідко перевищує 30 °C. Кількість морозних днів перевищує 130 днів на рік, а кількість сніжних днів перевищує 35 днів. Максимальна товщина снігу була виміряна 9 лютого 1953 року на рівні 115 см. Мороз і ранні снігопади можуть статися наприкінці вересня, але це рідкість. Пізній сніг іноді може випадати в середині травня. 
У розпалі зими місцевість використовується як початок низки маршрутів для бігових лиж.

## Вежі та передавачі Ботранж
У 1923 році на 6-метрів (20-футів) була побудована вежа Балтія, що дозволяла відвідувачам досягти висоти 700 м (2 300 фут). Кам'яну вежу, побудована в 1933/34 Франсуа Фагну з Овіфа на Ботранж, вінчає сталевий флюгер із залишеною назвою SICCO CAMPO до Другої світової війни. Тим часом шпиль слугує передавачем радіоконтакту і фактично сягає висоти 718 м (2 356 фут).
У листопаді 2013 року на Синьяль-де-Ботранж 50-метрів-high (160-футів) зведена вежа з параболічними антенами для забезпечення обміну даними за допомогою мікрохвильової передачі між Лондонською фондовою біржею та Франкфуртською фондовою біржею, оскільки передача даних через супутник зв'язку або оптоволокно передбачає невелику затримку, що заважає біржовій торгівлі. Передача даних відбувається в режимі реального часу через проміжну станцію Ботранж, яка була встановлена безпосередньо біля існуючої вежі.

## Гідрографія
На вершині Бельгії на її флангах розташовані декілька витоків річок Арденни, всі вони належать до басейну Мосану, включаючи Гелле, Рьор і Шварцбах на півночі (але протікаючи тут на схід), Байєхон на південь і Трос Марети на захід.
Як і в назвах цих річок, хоча Синьяль-де-Ботранж не є державним кордоном, вона позначає мовну межу в зоні між римськими мовами (південь та захід) та германськими мовами (північ та схід).